# Daoud Nassar

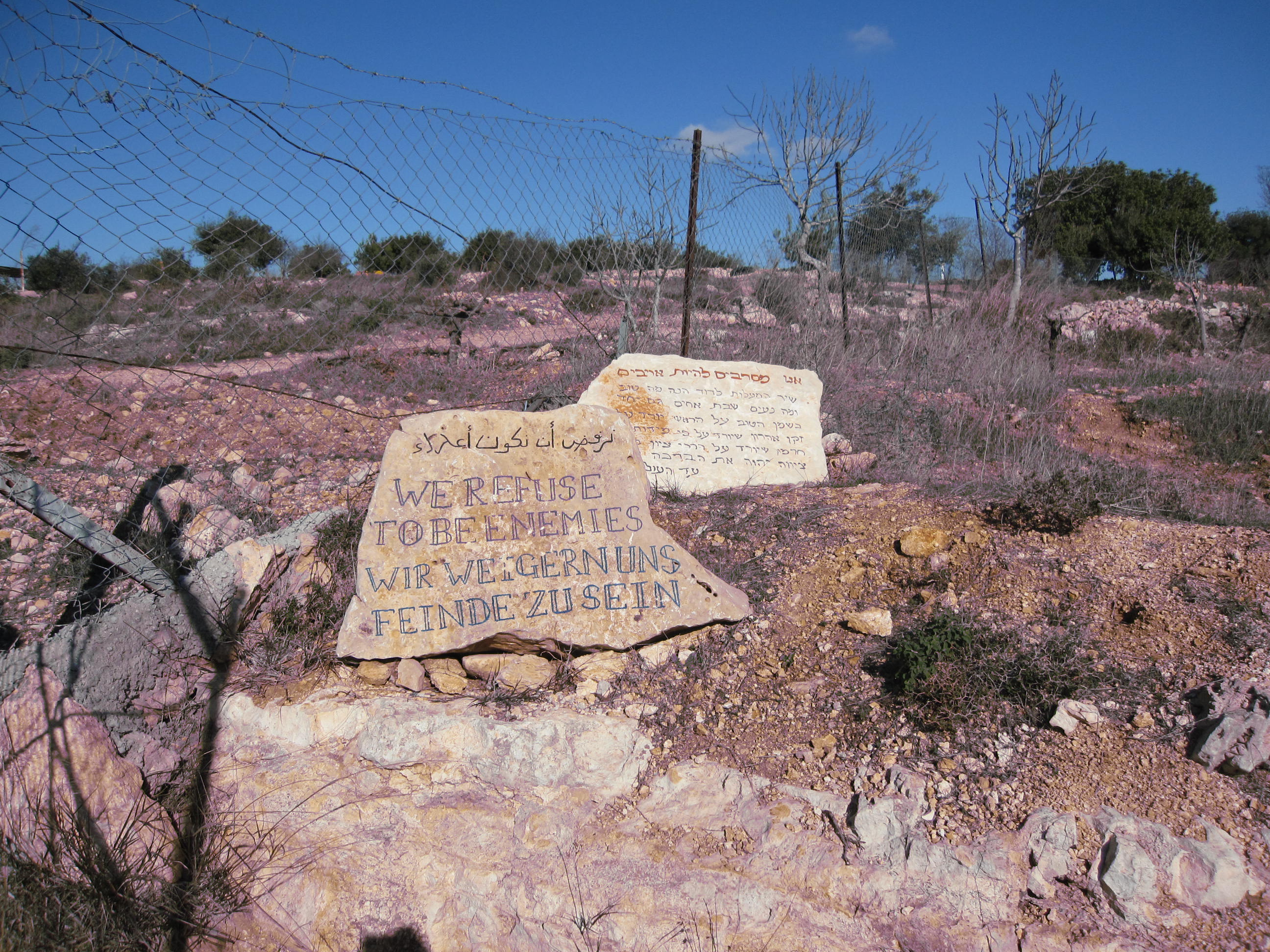
"We refuse to be enemies": tekst op de grenssteen van 'Tent of Nations', gericht tegen Israëlische kolonisten in de Israëlische nederzettingen in de omgeving om hen af te houden van het aanrichten van vernielingen. December 2011.

Daoud Nassar (Beit Jala, 18 oktober 1970) is een Palestijnse bedrijfskundige en landbouwer, lutheraans vredesactivist en oprichter en directeur van het vredesproject "Tent of Nations" in Nahalin ten zuidwesten van Bethlehem in het gelijknamige Gouvernement Bethlehem in Palestina op de door Israël bezette Westelijke Jordaanoever. Nassar woont in Bethlehem en is getrouwd met de docente computerwetenschappen Jihan Hawwash. Het echtpaar heeft drie kinderen. Nassar is een zoon van de christelijke Palestijnse boer Bishara Nassar († 1976). Hij wordt geïnspireerd door de geweldloosheid van Mahatma Gandhi en Martin Luther King. Zijn door zijn grootvader in 1916 aangekochte boerderij en familiebezit ligt negen mijl ten zuidwesten van Bethlehem nabij het dorp Nahalin vlak naast de hoofdweg (Route 60) tussen Bethlehem en Hebron. Dit familiebezit werd destijds bij de Ottomaanse autoriteiten geregistreerd (door de familie later eveneens bij het Britse Mandaatsbestuur), maar het is nog niet gelukt dit bij de Israëlische autoriteiten te doen.

## Jeugd en opleiding
Nassar bracht zijn jeugd door in Bethlehem. Hij deed in 1989 zijn eindexamen aan de Evangelisch-Lutherse school Talitha Kumi in Beit Jala. Door persoonlijke contacten van een leraar kon hij zijn middelbareschoolopleiding doen aan de Bijbelschool Schloss Klaus in Oostenrijk, hij deed in 1991 eindexamen in Kirchdorf an der Krems. Daarna keerde hij terug naar Palestina, studeerde bedrijfskunde aan de Universiteit van Bethlehem en voltooide die met een Master. Na eerst een jaar in Bethlehem gewerkt te hebben, voltooide hij in 1997/1998 aan de University of Applied Sciences in Bielefeld een postgraduaat "International Tourism Management".
Sinds zijn schooltijd heeft Nassar zich intensief beziggehouden met jeugdwerk en nam deel aan verschillende uitwisselingsprogramma's. Hij was coördinator van het Zweedse project "Youth Action Plan for Human Rights" in Bethlehem. Hij werkte beroepsmatig in het toerisme voor pelgrims in de Evangelisch-Lutherse Kerk in Bethlehem. Sinds september 2000 is hij directeur van het educatieve project Tent of Nations bij Nahhalin.
Als eigenaar-directeur van de Tent of Nations organiseert Nassar internationale bijeenkomsten voor jongeren op het oude boerenbedrijf van zijn familie. Ze helpen daar bij de aanplant, de verzorging van het terrein en de oogst. Daoud Nasser houdt wereldwijd lezingen en verzamelt fondsen voor zijn project en organiseert er culturele en religieuze evenementen. Aangezien het erop aanwezige onderkomen moest worden afgebroken hebben hij en zijn medewerkers oude, ondergrondse herdersgrotten opnieuw uitgegraven, en er waterbassins, ontmoetingsruimten en een kapel in aangelegd. Omdat zijn grondgebied (een 42 hectare) werd afgesloten van water en elektriciteit heeft hij zijn hele project voorzien van eigen zonne-energie en eigen afvalverwerking.

## Prijzen
Nassar is voor verschillende vredesprijzen genomineerd en ontving in 2007 in Rottenburg am Neckar de “Michael Sattler Peace Prize” van het Duitse doopsgezinde Peace Committee.
Op 11 oktober 2018 ontving de familie Nassar de reeds in december 2017 aan hen toegekende 'World Methodist Council Peace Award 2017' voor hun vredesinitiatief. De criteria daarvoor waren: moed, creativiteit en consistentie, in hun totale verbondenheid aan geweldloosheid.

## Tent of Nations

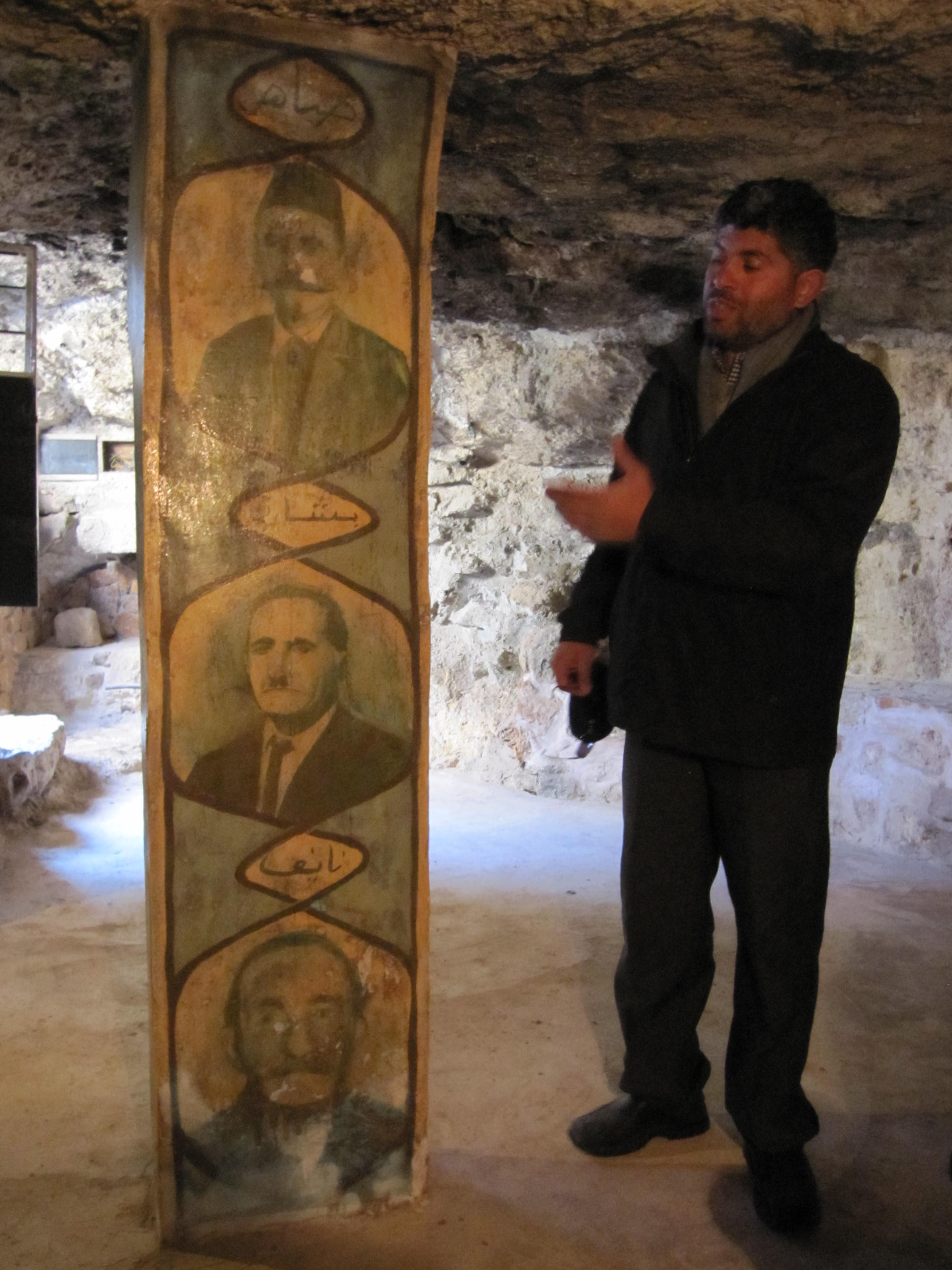
Daoud Nassar toont schilderingen van zijn vader, grootvader en oom in de vroegere woonruimte van zijn ouders en grootouders op het land van de 'Tent of Nations'. December 2011.

De educatieve boerderij Tent of Nations ziet zich als symbool van christelijk pacifisme en wil uitgroeien tot een ontmoetingscentrum en een belangrijke alternatieve pelgrimsplaats in de Palestijnse gebieden, vooral voor jonge mensen. Elk jaar slaan veelal christelijke jongerengroepen uit Europa hun tenten op in Tent of Nations om mee te werken in de keuken, de winkel, het kantoor, en bij de verzorging van het land en de dieren. 
Nassar stelt zich daarbij tot doel vrede en begrip tussen mensen uit verschillende landen en culturen te bewerkstelligen. Hij ontvangt daarom steeds vaker nieuwsgierige Israëlische groepen, soms ook uit de omringende plaatsen. Bij de ingang van zijn terrein heeft hij een grenssteen opgericht met de tekst: "Wij weigeren vijanden te zijn". Onder het juridische eigendom van het Bethlehem Bible College in Bethlehem, hebben Nassar en zijn Palestijnse projectmanagers een beschermingscomité opgericht, dat er sinds 2000 voor moet zorgen dat dit internationale vredeskamp verder kan worden ontwikkeld. Thans wordt Tent of Nations gesteund door vriendengroepen over de hele wereld, ook in Nederland. In mei 2016 vierde het boerenbedrijf het 100-jarig bestaan.

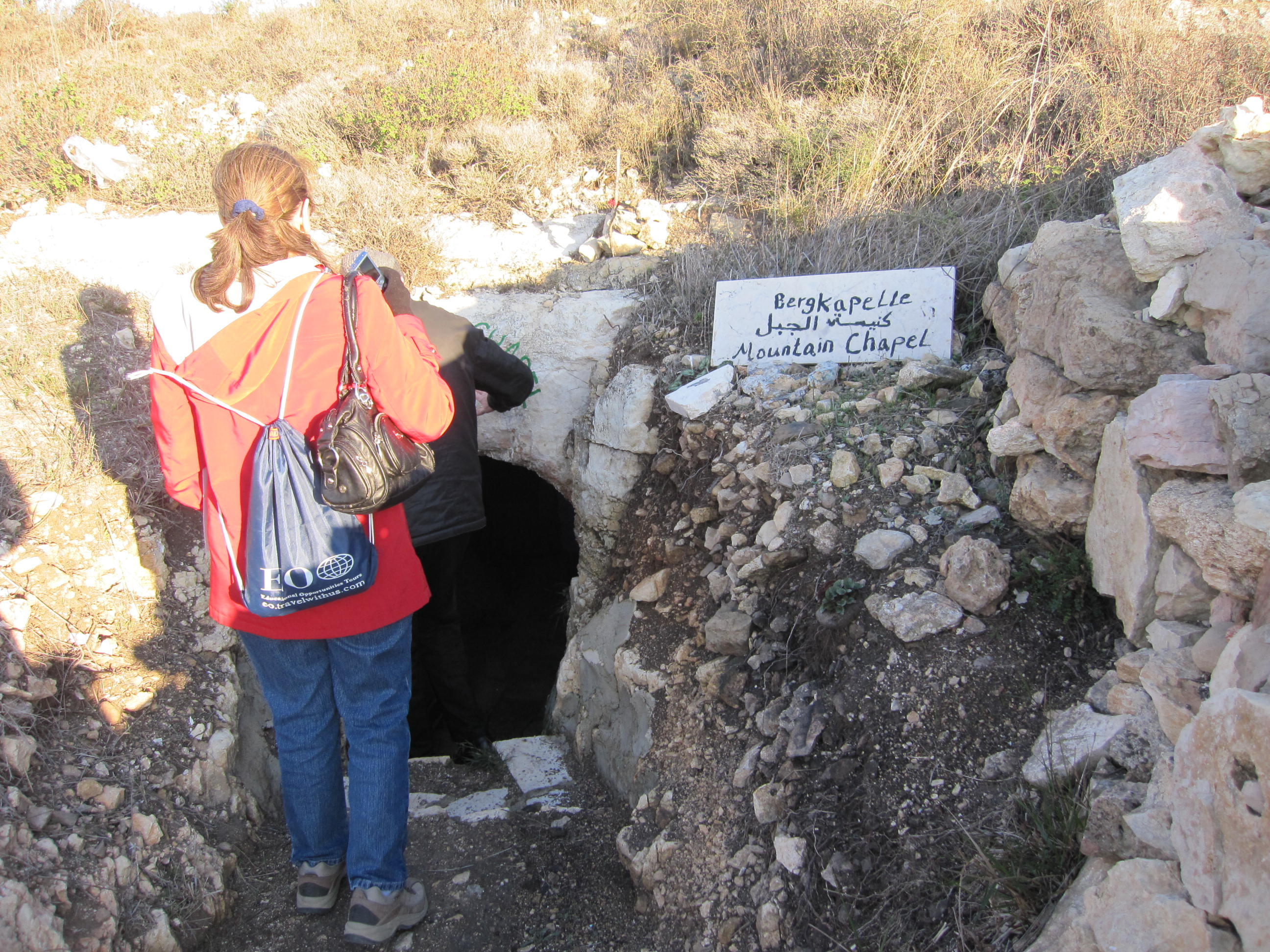
Toegang tot de ondergrondse gebedsruimte van de 'Tent of Nations' bij Bethlehem in een opnieuw uitgegraven herdersgrot. December 2011.

Tent of Nations heeft ook een plaatselijke opbouwfunctie. Regelmatig verblijft er bijvoorbeeld een groep van ongeveer 30 christelijke Palestijnse jongeren van 16 tot 30 jaar, die opgroeien in de door de Israëlische Westoeverbarrière en Israëlische militaire controleposten (checkpoints) afgesloten steden, waaronder Bethlehem, Battir, Husan, Al-Walaja en Beit Jala Door mee te werken op het land, leren de jongeren dat hun stad ook nog een omgeving kent, waar zij historisch in geworteld zijn. Een ander educatief project betreft ontmoetingen tussen christelijke en moslimjongeren, de laatsten veelal nakomelingen van Palestijnse vluchtelingen die tijdens de Al-Nakb ('de catastrofe') van 1948 en in de Zesdaagse Oorlog in 1967 door Israël waren verdreven en  zich als afzonderlijke groep hadden gevestigd in en om het toen nog bijna geheel christelijke Bethlehem.

### Afgesloten van Bethlehem
De Tent of Nations (ToN) is op een heuveltop gelegen en omvat 42 hectare. Bij de Oslo Akkoorden van 1993-1995 is dit in 'Zone-C' komen te liggen, evenals de overige 60 procent (landbouw)grond van de Westelijke Jordaanoever. Volgens afspraak zou deze zone tijdelijk onder bestuur van Israël komen en daarna overgedragen worden aan de Palestijnse Autoriteit. Door de bouw van het Israëlische nederzettingenblok Gush Etsion rondom is de ToN in het hart daarvan komen te liggen. Voor Israël is het van belang Nassars strategisch gelegen heuveltop van 42 hectare te annexeren. 

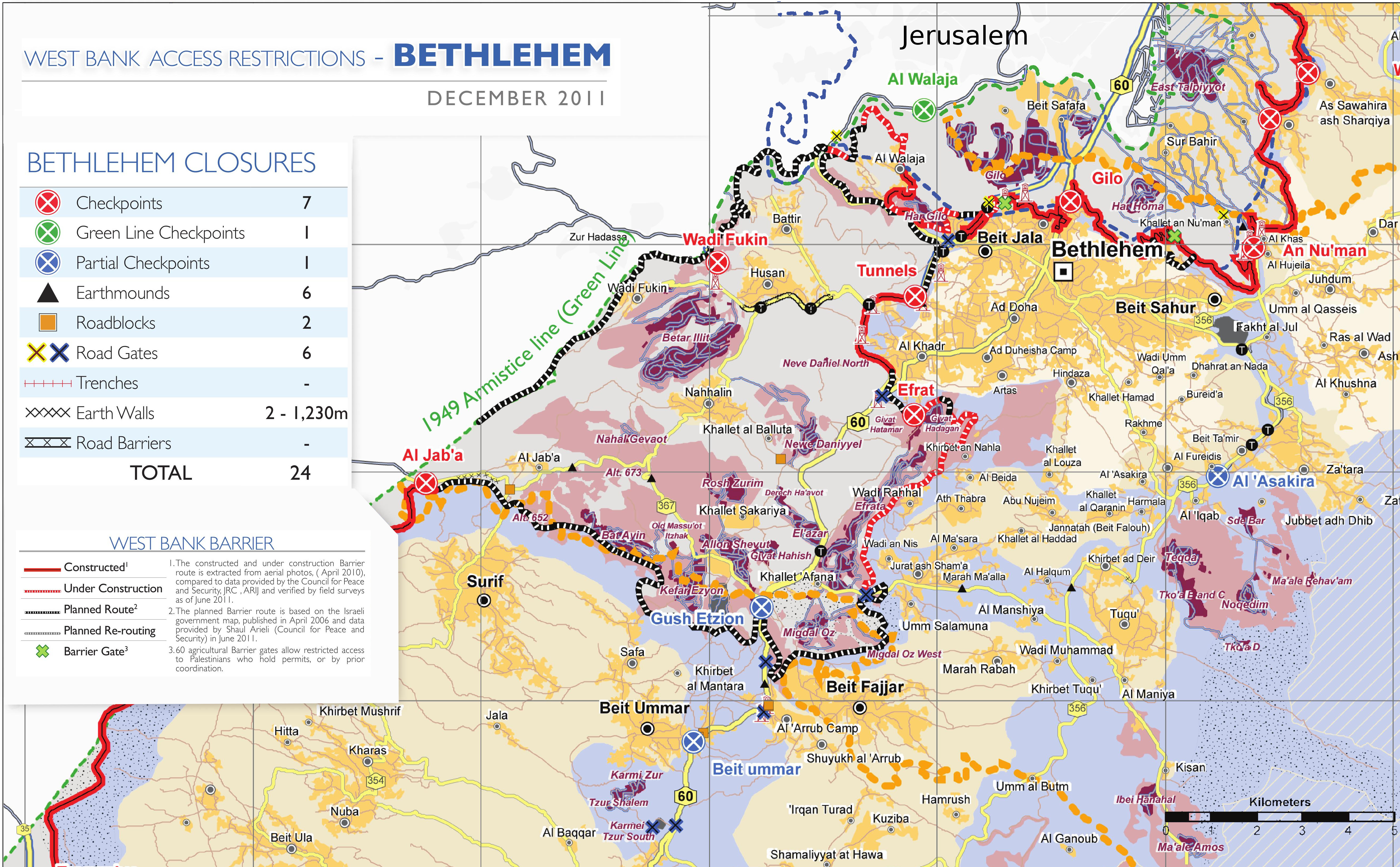
De Westoeverbarrière bij Bethlehem, 2011

Sinds 2002 heeft Israël een barrière gebouwd die deels uit betonnen muur deels uit een hoog hek bestaat, door de Palestijnen de "Apartheidsmuur" genoemd. Deze loopt voor een groot deel over de grenslijn met de bezette Westelijke Jordaanoever heen, op grond van de toekomstige staat Palestina. Deze barrière en de bouw ervan werden in 2004 illegaal verklaard door het Internationaal Gerechtshof in Den Haag.
Het nederzettingenblok "Gush Etsion", waar de Tent of Nations samen met enkele Palestijnse dorpjes middenin is komen te liggen, wordt langzamerhand door de barrière afgescheiden van de Westelijke Jordaanoever en bij Israël getrokken. De regionale stad Bethlehem met het regiobestuur, centrum voor afzetproducten, cultuur, kerkelijk leven, enz., waar de omliggende dorpen zich vanouds op richten, zal dan voor hen niet of moeilijk meer te bereiken zijn. De rechten van de Palestijnse bewoners in deze seam zone (tussen barrière en Groene Lijn) worden daarmee ernstig beperkt.

### Dreigende confiscatie
Vanaf 1975 werden er op de Westelijke Jordaanoever - met toestemming en steun van de staat Israël - steeds meer door joodse Israëliërs bewoonde Israëlische nederzettingen gebouwd, waaronder het zich (vanaf 1982) steeds verder uitbreidende nederzettingenblok Gush Etzion. De bouw van deze nederzettingen in bezet gebied is in 1979 door Resolutie 446 Veiligheidsraad Verenigde Naties veroordeeld en illegaal verklaard. Het nederzettingenblok omsluit steeds verder de Tent of Nations en de weg naar de boerderij is door het Israëlisch defensieleger (IDF) geblokkeerd. In 1991 verklaarde de Israëlische regering het gehele gebied, inclusief dat van de Tent of Nations tot zogenaamd 'state land' (staatsgrond).
Hoewel de familie Nassar alle originele eigendomspapieren in bezit heeft, wordt stelselmatig geprobeerd hun land te onteigenen. Vanaf 1991 zette de familie de zaak voort via verschillende gerechtelijke processen. In 2002 werd de familie meegedeeld dat hun bezwaarschrift tegen de 'staatsgrond'verklaring van 1991 was afgewezen en dat het land in beslag zou worden genomen. De Nassars gingen vervolgens in beroep bij het Israëlische hooggerechtshof. Dat besloot in 2007 dat de familie de registratie van hun land kon hernieuwen. In 2008 overhandigde de familie de benodigde documenten aan de Israëlische autoriteiten.
Op 14 februari 2012 werd de familie Nassar bezocht door de Civil Administration, het militaire Israëlische bestuursorgaan dat op de Westelijke Jordaanoever opereert. De Civil Administration is een onderdeel van een grotere entiteit, bekend als Coordinator of Government Activities in the Territories (COGAT), een eenheid van het ministerie van Defensie van Israël. De Civil Administration heeft bij de familie Nassar de boodschap achtergelaten dat zij 'illegaal' aanwezig waren op het land waar zij wonen. Nassar kreeg 45 dagen om in beroep te gaan.

#### Parlementaire vragen in Nederland
Op 13 maart 2012 stelden de Tweede Kamerleden Henk Jan Ormel, Joël Voordewind en Han ten Broeke (CDA, CU en VVD) aan de minister van Buitenlandse zaken van Nederland Uri Rosenthal, vragen over de afgelasting van het bezoek van Nassar aan Nederland vanwege de toegenomen dreiging van confiscatie.
De minister berichtte bij die gelegenheid aan de Kamer dat:
- de familie Nassar sinds 1916 zijn twee stukken land geregistreerd had op naam van de familie: een landbouwperceel in de vallei (in mei 2014 werd dat door Israëlische bulldozers vernietigd) en, een paar honderd meter daarvandaan, een stuk land op een heuvel waarop de boerderij is gebouwd,
- de Israëlische autoriteiten het landbouwperceel in 1991 hadden verklaard tot "state land", maar niet het stuk land waarop de boerderij is gebouwd.
- de familie Nassar in 1991 in beroep was gegaan tegen de beslissing van de Israëlische autoriteiten die het landbouwperceel tot “state land” had verklaard en dat de familie tot februari 2012 het land zonder inmenging van de Israëlische autoriteiten had bewerkt.
- "Recentelijk...", zo schreef de minister in 2012, "...heeft het leger agrarische installaties afgebroken op het perceel van de familie. Hiertegen diende de familie, aldus de advocaat, een petitie in. Zodra de staat hierover een uitspraak heeft gedaan, zal een datum worden vastgesteld waarop de zaak wordt voorgelegd aan het Hooggerechtshof".
Op de vraag "Bent u bereid zich in te zetten voor een oplossing in deze zaak? Zo ja, op welke manier zult u dit doen?" antwoordde de minister:
"Op basis van de beschikbare informatie zie ik op dit moment geen aanleiding voor Nederland om zich te mengen in deze kwestie".

### Doorgaande verwoestingen en confiscatiepogingen
Ondanks dat er een zaak bij het Hooggerechtshof van Israël liep vernietigden Israëlische bulldozers in de vroege ochtend van 19 mei 2014 ongeveer 1500 fruitbomen van het bedrijf, omdat ze volgens de bezettingsautoriteiten geplant waren op grond die toebehoort aan de staat. Doordat ze zo vroeg kwamen had de advocaat van de familie Nassar geen kans meer om iets te ondernemen. Het Hooggerechtshof vaardigde een bevel uit tegen deze actie en vroeg de militaire autoriteiten de aanvraag voor hernieuwde registratie in behandeling te nemen. Zij gaf de familie 90 dagen de tijd om opnieuw de vereiste documenten in te dienen. Anno 2024 heeft Daoud Nassar zijn zaak tot op het niveau van het Israëlische Hoog Gerechtshof gewonnen.
De annexatie van grondgebied ten bate van de uitbreiding van de Israëlische nederzettingen rondom hem gaat onder de opeenvolgende rechtse Likoed-regeringen van premier Benjamin Netanyahu intussen in versneld tempo door. Het land van Nassar is daardoor vrijwel ingesloten, afgesloten van water en elektriciteit en de toegangsweg is door het Israëlische leger gebarricadeerd. Het leven voor Palestijnen op de Westelijke Jordaanoever wordt met de jaren moeilijker.

### Internationale vrijwilligers
De boerderij en de familie Nassar wordt al jaren lang, en steeds meer, bedreigd en aangevallen door Joodse kolonisten uit de omliggende nederzettingen. Ze richten er vernielingen aan of steken delen van de boomgaard in brand. Door de aanwezigheid van internationale vrijwilligers worden kolonisten enigszins afgeschrikt.
Ten gevolge van de wereldwijde coronapandemie konden vanaf 2020 vrijwilligers een tijd lang ter plekke geen ondersteuning bieden. En juist in deze tijd begonnen gewapende gemaskerde mannen aanvallen te doen op "Tent of Nations". Deze zouden gelieerd zijn aan een "maffioze" familie uit Nahhalin, die land van de Nassars claimt. Deze kenden noch die familie noch hadden zij ooit van deze claim gehoord. Op vrijdag 28 januari 2022 werden Daoud en zijn broer Daher ernstig gewond bij zo'n aanval. Een vrijwilligster die ten tonele verscheen kon erger voorkomen en een ambulance waarschuwen. Inschakelen van politie, rechtszaak, beroep op Mahmoud Abbas haalden tot dusverre niets uit. De broers herstelden.

### Sinds 7 oktober 2023
Sinds 7 oktober 2023 verslechtert hun situatie, vanwege de extreemrechtse regering onder Netanyahu en het uitbarsten van de Oorlog van Israël tegen Hamas. Veel kolonisten worden door de Israëlische minister voor Nationale Veiligheid, Itamar Ben-Gvir, die ook zelf in een nederzetting woont, van wapens voorzien.
In 2024 begon Israël met de aanleg van een verbindingsweg voor de nederzettingen over het land van de boerderij. Israël is na verbreking van de wapenstilstand in de Gazastrook een verhevigder offensief op de Westelijke Jordaanoever begonnen. Het gebied waar Palestijnen kunnen wonen wordt steeds kleiner en Daoud Nasser wordt steeds meer ingesloten en omsingeld door Israëlische kolonisten en nederzettingen.

## Kerken in Nederland
In een brief van 22 april 2024 aan minister Hanke Bruins Slot van Buitenlandse zaken vroeg de Raad van Kerken in Nederland aandacht voor de situatie van de Tent of Nations en steun voor de familie Nassar. Op vrijdag 5 april had een delegatie van de Raad met dhr. Daoud Nassar en zijn vrouw en dochter gesproken. De familie heeft al jaren last van intimidatie door het Israëlische militaire gezag in de regio.  De Raad vroeg de minister om haar invloed uit te oefenen zodat de mensen van Tent of Nations vrij en zonder intimidatie het land kunnen betreden en bewerken, er geen wegen worden aangelegd over hun land en het herregistratieproces zo snel mogelijk wordt afgerond.
Door de verslechterde situatie van de Palestijnen publiceerde de Protestantse Kerk in Nederland (PKN) een artikel met een dringende oproep voor steun aan de Palestijnse christenen, zoals de familie van Daoud Nassar. De vrijwilligers, die altijd helpen met de verzorging van de boerderij en de oogst, zijn nu hard nodig om door hun aanwezigheid de familie en hun boerderij te beschermen tegen de kolonisten.